# Leeds (Alabama)
Leeds è un comune degli Stati Uniti d'America situato nelle contee di Jefferson, St. Clair, Shelby dello Stato dell'Alabama.
È un sobborgo di Birmingham.